# Damion Williams
Damion Williams (26 febbraio 1981) è un ex calciatore giamaicano, di ruolo difensore.

## Carriera

### Club
Williams giocò con le maglie di Waterhouse, Portmore United e Constant Spring, prima di tornare al Waterhouse e al Portmore United. Fu poi ingaggiato dai norvegesi del Nybergsund-Trysil. Esordì nell'Adeccoligaen il 23 agosto 2009, nel successo per 2-0 sul Bryne. La squadra retrocesse al termine del campionato 2011.

### Nazionale
Williams conta 18 presenze per la Giamaica. Partecipò poi al mondiale Under-20 2001, con la Nazionale di categoria, oltre che alla CONCACAF Gold Cup 2011 con la selezione maggiore.